# Yuriy Bilonoh
Yuriy Bilonoh (en ukrainien, Юрій Григорович Білоног), né le 9 mars 1974 à Bilopillia, est un athlète ukrainien. Aux Jeux olympiques d'été de 2004 à Athènes, il remporte l'épreuve du lancer du poids. En 2012, le CIO lui retire sa médaille d'or à la suite de nouvelles analyses de ses tests antidopage montrant qu'ils étaient positifs aux stéroïdes.

## Palmarès

### Jeux olympiques
- Jeux olympiques de 2008 à Pékin ( Chine)
  - 4e de la finale du lancer du poids

### Championnats du monde d'athlétisme
- Championnats du monde d'athlétisme 2003
  -  Médaille de bronze au lancer du poids

### Championnats d'Europe d'athlétisme
- Championnats d'Europe d'athlétisme de 1998 à Budapest  Hongrie
  -  Médaille de bronze au lancer du poids